# 班孟
班孟（IPA：[bä̃ːn˧.mɯːä̃ŋ˧]；生年不詳—1279年），或譯曼孟，他是素可泰王國帕鑾王朝君主，1270年至1279年間在位。
班孟是前任國王室利膺陀羅鐵的次子。約1270年，室利膺陀羅鐵崩逝，他的長子早夭，故由次子班孟繼位。約1279年，班孟崩逝，由三弟蘭甘亨繼位。班孟生有一子威南童，後來也成為素可泰國王。班孟有一個玄孫也以班孟為名，這是古代泰族的一個傳統，以祖先的名字來命名兒孫。此玄孫也有成為素可泰國王，即曇摩羅闍四世